# Mani Madhava Chakyar

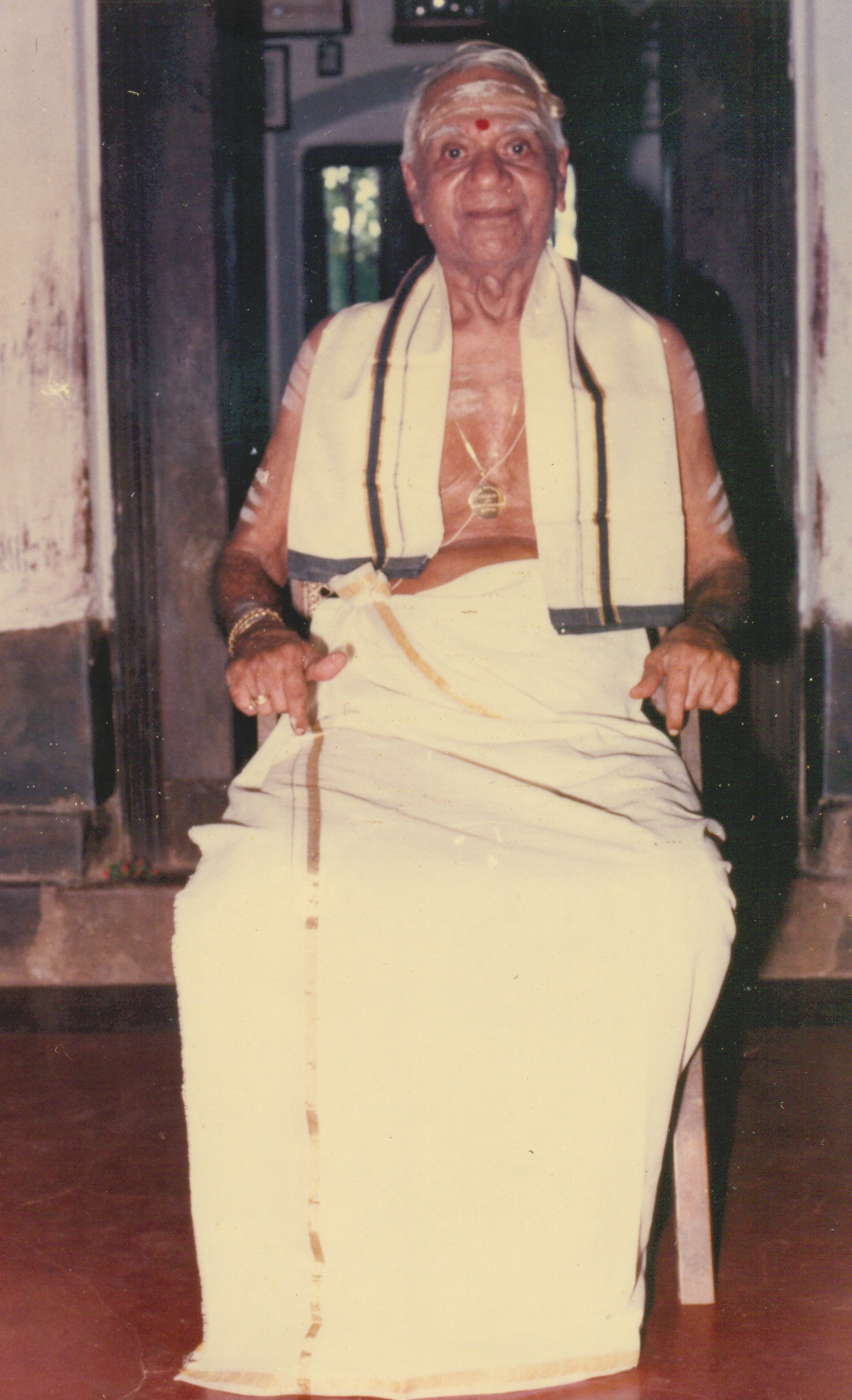
Natyacharya Mani Madhava Chakyar

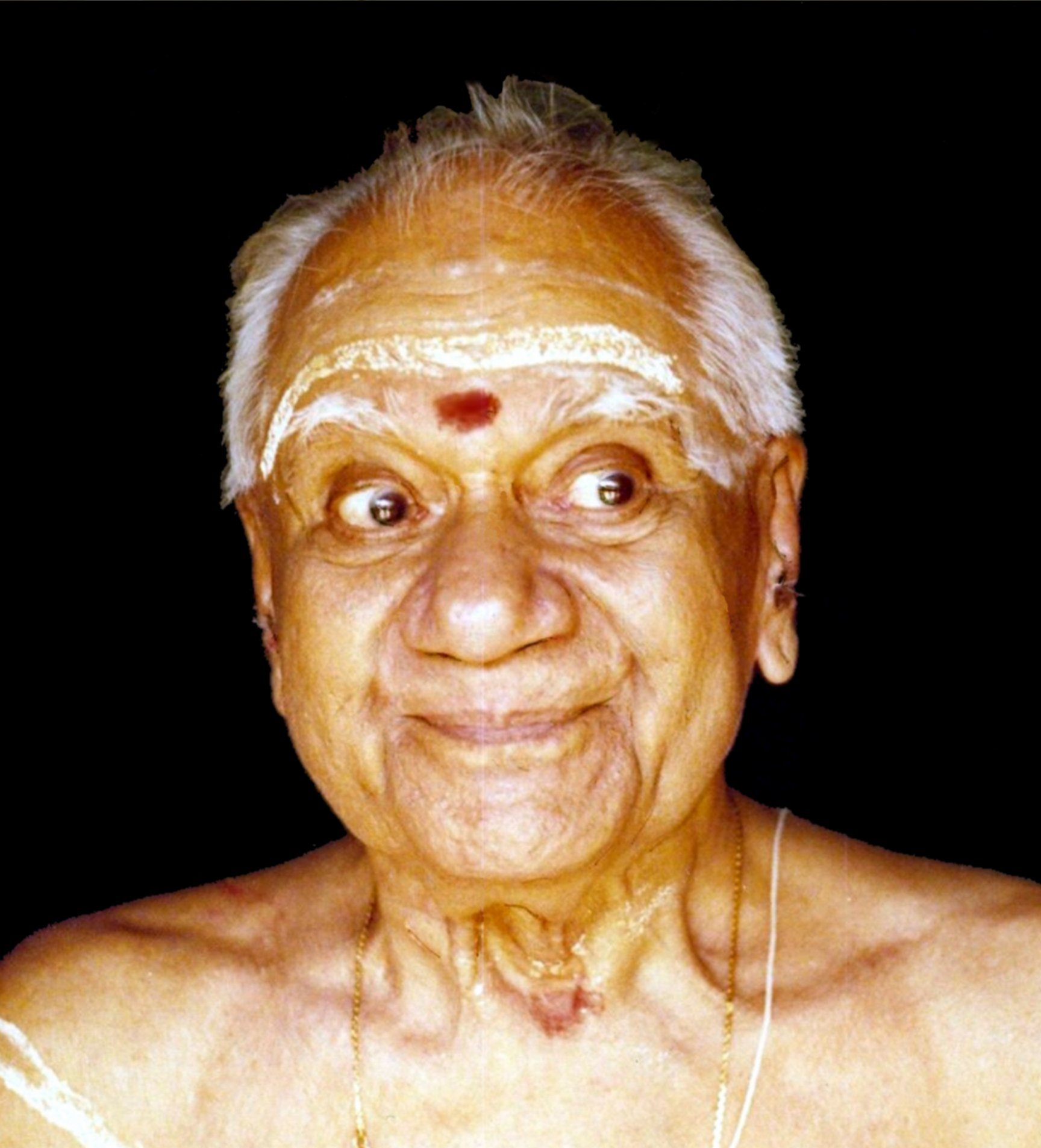
Sringāra

Mani Madhava Chakyar (* 15. Februar 1899; † 14. Januar 1990) (Malayalam നാട്യാചാര്യ പദ്മശ്രീ മാണി മാധവ ചാക്യാർ) war ein Kutiyattam- und Chakyar Kuthu-Schauspieler sowie Sanskrit-Gelehrter in Kerala, Indien. Im Jahr 1964 gewann er den Sangeet Natak Akademi Award der nationalen Akademie für Musik und Tanz. Er trug den Ehrentitel Natyacharya („Tanzmeister“) und erhielt die Auszeichnung Padma Shri.